# Mallinella nyikae
Mallinella nyikae is een spinnensoort uit de familie van de mierenjagers (Zodariidae).
De wetenschappelijke naam van de soort werd in 1898 als Storena nyikae gepubliceerd door Reginald Innes Pocock.